# 派恩格羅夫 (加利福尼亞州阿馬多爾縣)
派恩格羅夫（英語：Pine Grove）是位於美國加利福尼亞州阿馬多爾縣的一個人口普查指定地區。

## 地理
派恩格羅夫的座標為38°24′47″N 120°39′32″W / 38.41306°N 120.65889°W，而該地最高點為海拔高度766米（即2513英尺）。

## 人口
根據2010年美國人口普查的數據，派恩格羅夫的面積為6.969平方千米，當中陸地面積為6.969平方千米，而水域面積為0.000平方千米。當地共有人口2219人，而人口密度為每平方千米318人。